# 都姬可可
都姫ここ（日语：／，2月17日—），前寶塚歌劇團花組娘役，暱稱 、，岡山縣岡山市人，曾就讀於山陽女子高等學校，身高161公分。

## 簡介
- 2018年，進入寶塚歌劇團，104期生。[3][4]同期生有きよら羽龍(現月組娘役)、美羽愛(現花組娘役)、天城れいん(現花組男役)。[5]初次登台表演是星組公演『ANOTHER WORLD(另一個世界)』『Killer Rouge（キラー ルージュ）(深紅殺手)』，[1][2][6]之後被分到花組。[1][4]
- 2019年，被選為『A Fairy Tale -青い薔薇の精-(A Fairy Tale －藍玫瑰精靈－)』新人公演女主角。[1][3][7][8][9]
- 2023年3月19日，『うたかたの戀(泡沫之戀/梅耶林，改編Claude Anet原作小說「Mayerling」)』東京公演結束後，退出寶塚歌劇團。[3]退團後將藝名改為都花（ことか），[10]以舞台表演為主。

## 寶塚歌劇團時期

### 初舞台
- 2018年4-6月 寶塚大劇場 星組公演『ANOTHER WORLD(另一個世界)』『Killer Rouge（キラー ルージュ）(深紅殺手)』[11]

### 花組時期
- 2018年7-10月 『MESSIAH（メサイア）-異聞・天草四郎-(彌賽亞−異聞‧天草四郎−)』新人公演 飾演:小平(正式公演:華優希)『BEAUTIFUL GARDEN-百花繚亂-(BEAUTIFUL GARDEN −百花繚亂−)』[12]
- 2018年11-12月 『メランコリック・ジゴロ(憂鬱的小白臉-危險的繼承人)』『EXCITER!!2018』[13]※全國巡迴公演
- 2019年2-4月 『CASANOVA(卡薩諾瓦)』新人公演 飾演:ベネラ(貝妮拉)(正式公演:音くり寿)[14]
- 2019年6-7月 TBS赤坂ACT劇場 『花より男子(流星花園)』飾演:栗巻あや乃/紀子[15]
- 2019年6月26日 橫濱體育館 『戀スルARENA』[16]※明日海里奧演唱會
- 2019年8-11月 『A Fairy Tale -青い薔薇の精-(A Fairy Tale －藍玫瑰精靈－)』飾演:シャーロットの幻（9歳）(夏洛特的幻影:9歲)新人公演 飾演:シャーロット・ウィールドン(夏洛特‧威爾頓)(正式公演:華優希)『シャルム!(Charme!)』[17][18][19]＊第一次擔任新人公演女主角
- 2019年10月5日 『神戸阪急』開幕典禮[20]
- 2020年1月 東京國際論壇 『DANCE OLYMPIA(舞蹈奧林匹亞)』[21]※柚香光演唱會
- 2020年7-11月 『はいからさんが通る(窈窕淑女)』[22]
- 2021年1-2月 東京國際論壇、梅田藝術劇場『NICE WORK IF YOU CAN GET IT(做的好)』飾演:マリリン(瑪麗蓮)[23]
- 2021年4-7月 『アウグストゥス-尊厳ある者-(奧古斯都－神聖至尊－)』『Cool Beast!!』[24]
- 2021年8-9月 KAAT神奈川藝術劇場、梅田藝術劇場 『銀ちゃんの恋(銀醬之戀，改編塚公平原作劇本「蒲田进行曲」)』飾演:朋子[25][26]
- 2021年11-12月 寶塚大劇場 『元禄バロックロック(元祿巴洛克搖滾)』飾演:キキョウ(桔梗) 新人公演 飾演:カエデ(楓)(正式公演:美羽愛)『The Fascination（ザ ファシネイション）!(魅力)』[27]
- 2022年1-2月 東京寶塚劇場 『元禄バロックロック(元祿巴洛克搖滾)』飾演:キキョウ(桔梗) 『The Fascination（ザ ファシネイション）!(魅力)』[27]
- 2022年3-4月 梅田藝術劇場 『TOP HAT(禮帽)』飾演:アリス(愛麗絲)/モニカ(莫妮卡)[28]
- 2022年6-7月 寶塚大劇場 『巡禮の年〜リスト・フェレンツ、魂の彷徨〜(巡禮之年～李斯特・弗朗茨，徘徊的靈魂～)』 飾演:オランプ・ぺリシエ(奥林佩・佩里西埃) 新人公演 飾演:クーベルタン夫人(顧拜旦夫人)(正式公演:若草萌香)『Fashionable Empire(時尚帝國)』[29]
- 2022年8- 9月 東京寶塚劇場 『巡禮の年〜リスト・フェレンツ、魂の彷徨〜(巡禮之年～李斯特・弗朗茨，徘徊的靈魂～)』 飾演:オランプ・ぺリシエ(奥林佩・佩里西埃)『Fashionable Empire(時尚帝國)』[29]
- 2022年10-11月 『フィレンツェに燃える(燃情翡冷翠)』飾演:イザベル(伊莎貝爾)『Fashionable Empire(時尚帝國)』[30]※全國巡迴公演
- 2023年1月 寶塚大劇場 『うたかたの恋(泡沫之戀/梅耶林，改編Claude Anet原作小說「Mayerling」)』飾演:マリー・ヴァレリー(瑪麗·瓦萊麗)『ENCHANTEMENT（アンシャントマン）-華麗なる香水（パルファン）-(ENCHANTEMENT─華麗的香水─)』[31]
- 2023年2-3月 東京寶塚劇場 『うたかたの恋(泡沫之戀/梅耶林，改編Claude Anet原作小說「Mayerling」)』飾演:マリー・ヴァレリー(瑪麗·瓦萊麗) 新人公演 飾演:ステファニー(史蒂芬妮)(正式公演:春妃うらら 『ENCHANTEMENT（アンシャントマン）-華麗なる香水（パルファン）-(ENCHANTEMENT─華麗的香水─)』[31]＊退團公演

## 寶塚歌劇團退團後
- 2023年9月9日 警視廳赤坂警察署一日署長 [32]
- 2023年11月10-12日 六本木トリコロールシアター(六本木三原色劇場) ドラマ・リーディング『庭の木と四つの物語』夏～『ベティ・ド・ラ・ポンシュ』～そして…秋～『トレアドール』～(朗讀劇-「花園裡的樹和四個故事」-夏天:貝蒂-德拉旁切、秋天:鬥牛士) [10]

## 外部連結
- 都姫ここ個人instagram
- 東京都會電視台網站都姫ここ簡介宝塚カフェブレイク登場人物都姫ここ，存档于Archive.today（存檔日期 20250422）